# Petar Ivanov
Petar Ivanov (Bulgaars: Петър Иванов) (Jambol, 29 juni 1903 - aldaar, 18 januari 1968) was een Bulgaars voetballer. Hij heeft gespeeld bij Levski Sofia.

## Loopbaan
Ivanov is een van de meest populaire keepers van Levski in de eerste jaren van zijn bestaan, beschouwd als de grondlegger van de sterke keepersschool van de club.
Ivanov maakt zijn debuut in Bulgarije in 1924. Hij maakte deel uit van de selectie voor het voetbaltoernooi op de Olympische Zomerspelen 1924. Hij werd met Bulgarije 12e plaats.
Ivanov overleed op 18 januari 1968.